# 尖舌型齒舌
尖舌型齒舌（Rachiglossan radula，亦作），亦作細舌型/窄舌型齒舌，是软体动物齒舌的七種形式之一。
會有尖舌型齒舌的物種絕大多數為肉食性的前鰓亞綱或新腹足目:298腹足纲软体动物物種：中間一顆長板狀中央齒，其上有三個以上的尖鋸齒（Cusp）；兩邊各有一顆雙刃式（Duplex），不具尖鋸齒的齒片：張昆煌及巫文隆認為這一顆是側齒，沒有邊齒，但張鎮國 (1995)認為是這一顆是邊齒，沒有側齒。

## 例子
- 網紋旋螺 Fusinus hyphalus：齒式0.1.R.1.0，中間齒似5指貓爪，側齒成6指皇冠，基部成圓弧造型[4]。
- 東沙峨螺 Aulacofusus insulapratasensis：齒式0.1.R.1.0，中間齒長板狀，中間有三尖刺，側齒長鐮刀狀成3枚勾刺[4]。